# Histeridomyces venezolanus
Histeridomyces venezolanus är en svampart som beskrevs av Thaxt. 1931. Histeridomyces venezolanus ingår i släktet Histeridomyces och familjen Laboulbeniaceae.   Inga underarter finns listade i Catalogue of Life.